# Toporu
Toporu é uma comuna romena localizada no distrito de Giurgiu, na região de Muntênia. A comuna possui uma área de 91.47 km² e sua população era de 2267 habitantes segundo o censo de 2007.